# Taekwondo
A taekwondo vagy tekvandó (태권도, 跆拳道) egy koreai eredetű harcművészet. A szó jelentése: a lábbal és kézzel küzdés művészete.
A japán karatéhoz való hasonlósága abban megfigyelhető, hogy szintén ütéseken, rúgásokon és hárításokon alapul. Ezen kívül az öltözete, a harci technikái, valamint a fokozatrendszere is nagyban hasonló az előbbihez.
Cshö Honghi (Choi Hong Hi) (koreaiul: 최홍희) nagymester, az 1940-es és 50-es években, 24 formagyakorlatra (tull) alapozva fejlesztette ki a Taekwondót, majd hivatalosan 1955-ben alapította meg a stílust.

## Gyökerek
A rendszer eredetei egészen időszámításunk kezdetére vezethetőek vissza, s a Kupszo cshirigi (Keupso chirigi)-ből, a Juszul (Yusul)-ból, a Pigakszul (Bigaksool)-ból, a szubak (soobak)ból és a Kvonbop (Kwon-bop)-ból gyökereznek. A fegyvertelen harc első formáit Koreában – szubak (subak)nak és Kvonbop (Kwon-bop)nak hívták. Ezeket követte később a Hvarangdo (Hwarangdo) és a Thekkjon (Taekkyon).
A taekwondo kialakulására hatást gyakoroltak mind a japán, mind pedig a kínai harcművészetek. A Kína, Korea és Japán közötti kapcsolatot a földrajz, a kultúra és a történelem 5000 éve fűzi össze. Japán a Meidzsi-restauráció idején a három ország közül elsőként fogadta be a nyugati tudományt és kultúrát. Ennek eredményeképpen Japán – a nyugati haditechnikát használva – 1894-ben le tudta győzni Kínát, 1910-ben pedig elfoglalta és annektálta Koreát. A koreaiak harmincöt éven át keserű harcot folytattak a függetlenségért, amit azonban egészen a második világháború végéig nem sikerült elnyerniük.

### A „military karate” kialakulása
A japán megszállás alatt (1909-1945) a koreai harcművészeteket a japánok jelenléte erősen befolyásolta. Így a Thekkjon (Taekkyon) több irányzata is kialakult, mígnem a háború végére már egy sor jellegzetes iskola (-Kvan (Kwan)) létezett. A stílusok összehangolására azonban nem nyílott lehetőség, mivel Korea megosztott volt. A koreai háborúban (1950-1953) a különféle harcművészeti rendszerek technikáit mind a déli, mind az északi hadsereg bevetette és alkalmazta is a közelharc során. Cshö Honghi (Choi Hong Hi)  tábornok a működő dél-koreai Kvan (Kwan)-okból már az 50-es évek elején létrehozott egy új, általa taekwondonak elnevezett harcművészetet, mely a következő iskolákat foglalta magában: Cshanghollju (Chang Hon Ryu), Cshangmugvan (Chang Moo Kwan), Csidogvan (Chi Do Kwan), Cshongdogvan (Chung Do Kwan), Kangdokvon (Kang Duk Won), Odogvan (Oh Do Kwan), Csongdogvan (Jung Do Kwan), Jonmugvan (Yun Moo Kwan).
Cshö Honghi (Choi Hong Hi) a koreai hadsereg tábornokaként először a karate, koreai nevén „tangszudo (dangsudo)”, gyakorlását vette fel a katonai kiképzésbe, ugyanakkor viszont ellentmondást látott abban, hogy a Koreát sokáig elnyomó japánok tradicionális technikáit tanítja katonáinak. Elkezdte tehát kialakítani és csiszolni saját stílusát, melyet a karate helyett vezetett be a seregben is. Így lett a taekwondo Dél-Koreában a hadsereg és a rendőrség különleges alakulatain belül, egyfajta kemény kiképzési közelharc rendszer („military karate”). Idővel ebből fejlődött tovább a nagyközönség által ma ismert teljes értékű harcművészetté.

### A „taekwondo” elnevezés kialakulása
1953-ban a koreai hadsereg vezérkari főnöke felkérte Cshö Honghi (Choi Hong Hi)t, hogy hozza létre a 29. gyalogsági hadosztályt. Az egyik első teendője az volt, hogy egy különleges hadosztály-zászlót alkosson: a 29-es számból a kettes a megosztott Koreai-félszigetet szimbolizálta, a kilences számban pedig a saját öklét látta. A hadosztály zászlajára tehát a Koreai-félsziget került, fölé pedig egy ököl. Egyértelmű volt, hogy a katonák kiképzésében szerepelt az addigra már továbbgondolt tang soo oktatása is. A különlegesen kiképzett hadosztály 1954-ben bemutatót tartott Li Szin Man dél-koreai elnöknek, aki megjegyezte, hogy minden katonának gyakorolnia kellene ezt a harcművészetet. Így be is vezették a hadseregben a stílust, melyet Li Szin Man thekkjon (taekkyon)nak nevezett a hagyományos koreai harcmodorhoz való hasonlósága miatt. Mivel a Cshö Honghi (Choi Hong Hi) tábornok által tanított technikák már nem tartoztak sem a tangszudó (dangsudó)hoz, sem a thekkjon (taekkyon)hoz, ezért új nevet kellett találni.
1955-ben, egy ebből a célból létrehozott tanácsadó bizottság – melynek prominens személyiségek, többek között a nemzetgyűlés házelnök-helyettese, a hadsereg fő-parancsnoka és újságkiadók elnökei voltak tagjai – előtt jelentette be Cshö Honghi (Choi Hong Hi) a taekwondo nevet. A névhasználatra engedélyt kértek Li Szin Man elnöktől is, aki szintén elfogadta a taekwondót a thekkjon (taekkyon)nal szemben. A saját koreai identitású filozófiának és technikának, azaz harcművészetnek így már neve is volt. A szimbólumokat és az elnevezéseket is egyedivé, egységessé kellett tenni, ezért 1959-ben Cshö (Choi) tábornok egyesítette a különböző taekwondo csoportokat a Koreai Taekwondo Szövetségben (Korea taekwondo Association, KTA).

## A taekwondo nemzetközi szervezetei
Ma a taekwondonak két fő vezető világszervezete ismert: az International taekwondo Federation (ITF) és a World Taekwondo Federation (WTF). Az ITF alakult meg elsőként és az irányzat szülőatyja alapította, majd vezette, de végül rivalizálások után a WTF nyert olimpiai elismertséget.
Az 1950-es és 60-as években az új stílust bemutató körutakat tartottak Cshö (Choi) tábornok vezetésével. Olyan nagy sikert arattak a fellépések, hogy azokban az országokban, ahol megfordult a turné, taekwondo szövetségeket hoztak létre. Ezen szövetségek és a Koreai taekwondo Szövetség (KTA) – melynek elnökévé Cshö Honghi (Choi Hong Hi) stílusalapító nagymestert választották 1961-ben – részvételével jött létre 1966-ban az „International taekwondo Federation” (Nemzetközi taekwondo Szövetség, ITF)., melynek elnökévé szintén Cshö Honghi (Choi Hong Hi)t választották.
Az International taekwondo Federation alapító tagországai: Dél-Korea, Vietnám, Malajzia, Szingapúr, Nyugat-Németország, az Amerikai Egyesült Államok, Törökország, Olaszország és Egyiptom. A megalakulást követő két évben a szervezet tagországainak létszáma harmincra nőtt. Ma a taekwondót fajra, vallásra, nemzetiségre vagy ideológiára való tekintet nélkül tanítják világszerte.
Az ITF 1966-os megalakítását követően a WTF létrehozására hét évvel később került sor, elsősorban politikai és presztízs okok miatt. A 70-es évek elejére Cshö (Choi) tábornok szembekerült az akkori dél-koreai tábornok-elnök, Pak Csong Hi politikájával. 1972-ben Kanadába emigrált és Torontóba telepítette át az ITF székhelyét is. A válaszlépésként Pak elnök rendelkezésére 1973-ban Dél-Koreában létre hozatta az új nemzetközi szervezetet a WTF-et. A WTF élére Pak Csong Hi elnök Kim Unjong (Kim Un Yong)ot, az elnöki titkosszolgálat akkori vezetőjét nevezte ki.
Kim Unjong (Kim Un Yong) befolyásának és személyes kapcsolatainak köszönhetően sort kerítettek valamennyi stratégiailag fontos nemzetközi sport-hivatali fórumon (például AGFIS, NOB) a WTF helyzetének megerősítésére is. A 80-as évek elejére kialakult sportpolitikai erőviszonyok között, miután Dél-Korea egyértelműen a WTF mellett kötelezte el magát, Cshö (Choi) tábornoknak fel kellett ismernie, hogy bázis-ország hiányában az ITF olyan komoly kihívást jelentő „ellenféllel” szemben, mint a WTF, hosszú távon csak akkor maradhat erős és életképes, ha elnyeri egy másik – taekwondo iránt szintén elkötelezett – állam, jelen esetben Észak-Korea teljes körű háttér-támogatását. Kényszerhelyzetbe kerülve ezért 1982-ben a phenjani vezetéshez fordult és sportdiplomáciai tárgyalások eredményeként sikerült elérnie, hogy Észak-Korea az ITF oldalára állva, az ITF taekwondót támogassa. Cshö Honghi (Choi Hong Hi) nagymester 2002-ben bekövetkezett halála után az ITF-nek sikerült függetleníteni szervezetét a nagypolitika miatt számára egyre terhesebbé váló észak-koreai befolyástól. 2003-tól kezdve meg is szűnt a korábbi függőségi viszony. A 2010-es haiti földrengés során tragikus körülmények között elhunyt Trần Triệu Quân elnök vezette újjászervezett ITF-ben végre megvalósult hogy politikától és hatalmi játszmáktól mentes, valóban független szervezeté váljon. Trần elnök halálát követően, az ITF soron következő 2011-es Kongresszusa Pablo Trajtenberg IX.Danos argentin nagymestert – rangidős elnökhelyettest – választotta meg az ITF új elnökének.

## A taekwondo Magyarországon
Harmat László nagymester a magyar ITF taekwondo megalapítója és elnöke rangidősnek számít az európai taekwondo hierarchiában. Ő egyike a legelső nem koreai Taekwon-dósoknak Európában. Már az 1960-as évek közepétől aktívan edzett, majd Svédországba költözött, ahol versenyzőként tagja lett a svéd taekwondo válogatottnak. 1973-ban vizsgázott I. Dan-ra, később edzett az USA-ban, Észak-Koreában, majd Kanadában is, ahol az alapító Cshö Honghi (Choi Hong Hi) személyes tanítványa lehetett. Harmat László 1977-ben települt haza Magyarországra. Megalapította a Magyar ITF taekwondót és még ugyanebben az évben szeptember 7-én 70 tanítvánnyal megtartotta az első hivatalos taekwondo edzést Budapesten. 1977 novemberében ide iratkozott be kezdő tanítványként Patakfalvy Miklós, a hazai WTF későbbi vezetője is. 1979-ben az egyik legtehetségesebb tanítvány, dr. Somlai János (ma rangidős elnökhelyettes a Magyar ITF-ben) elindította a veszprémi taekwondót és ezzel kezdetét vette az ITF taekwondo országos méretű terjedése.
A taekwondo Magyarországon először szakágként, később szakbizottságként működött a Karate Szövetségen belül, majd 1989-től jött létre az önálló Magyar ITF taekwondo Szövetség. Harmat László 1984-ben ITF Európa-bajnokságot, majd 1988-ban nagy sikerű ITF világbajnokságot rendezett az egykori Budapest Sportcsarnokban. A magyar ITF versenyzők az elmúlt három évtized során sikert sikerre halmoztak a nemzetközi tornákon: számos világ- és Európa-bajnok, valamint éremhelyezett, rangos nemzetközi kupa versenyek győztesei öregbítik a magyar ITF dicsőségét. 1994-ben Harmat Lászlót egyhangúlag a Magyar ITF Szövetség örökös elnökévé választották, majd 2000-ben az alapító Cshö Honghi (Choi Hong Hi)től megkapta a VII. Dan mesteri fokozatot. 2009 új eredményt hozott, immár a Nemzetközi taekwondo Szövetségtől (mely az alapító nagymester örökségét viszi tovább) kapta meg Harmat László a VIII. Dan fokozatot.
Ezt követően további nyolc évnek kellett eltelnie, mígnem a hazai és nemzetközi Taekwon-do életben kifejtett töretlen munkássága eredményeként Harmat László a Világszövetségtől 2017-ben végül megkapta az ITF Taekwondoban elérhető legmagasabb nagymesteri fokozatot, a IX. Dan-t, mellyel nemcsak Európában, de világviszonylatban is csak nagyon kevés mester büszkélkedhet.
A reális képhez viszont az is hozzátartozik, hogy az ITF taekwondo, az alapító nagymester Cshö Honghi (Choi Hong Hi) halála (2002. június 15.) után több részre szakadt. A nemzetközi viszonyoknak megfelelően Magyarországon is több ITF taekwondo szervezet létezik jelenleg. 2007. szeptember 7-én alakult Szegeden, az alapító nagymester fia, Cshö Dzsonghva (Choi Jung Hwa) által vezetett szervezet hazai bázisa. A Csang Ung (Chang Ung) vezette (észak-koreai) szövetséghez pedig a Gödöllőn és Jászberényben működő klubok csatlakoztak.
1989-ben Harmat László élvonalbeli tanítványainak egyike, az akkor III. Danos Patakfalvy Miklós hátat fordítva mesterének és az addig gyakorolt stílusnak, kivált az ITF-ből és megalapította Magyarországon a WTF irányzatot. A WTF olimpiai bekerülésével – a hatályos magyar sporttörvényeknek megfelelően – a magyar WTF államilag támogatott hivatalos Szakszövetségként működik. A hazai WTF elnökévé – az időközben VI. Dan WTF övfokozatra előlépett – Patakfalvy Miklóst választották, akit a 80-as években tehetséges versenyzőként és sikeres edzőként is jegyeztek a magyar ITF-ben.
A 2000. évi nyári olimpiai játékokon, Sydney-ben Salim József a magyar küldöttség tagjaként ötödik helyezést ért el.

## A taekwondo az USA-ban
A két Korea után az Amerikai Egyesült Államokban edz a legtöbb taekwondo sportoló. A stílust a koreai háború után importálták az USA-ba a bevándorolt koreai mesterek és az amerikai hadsereg hazatérő, leszerelt katonái. Bár Amerikában a taekwondo igen látványos versenysporttá fejlődött az elmúlt évtizedekben, az USA hatalmas terület és az egész világon talán ott a legszéttagoltabbak a távol-keletről származó harcművészetek. Az USA-ban például csak a „taekwondo” címszó alatt egymástól függetlenül és meglehetősen áttekinthetetlenül, kisebb-nagyobb irányzatok tucatjai működnek egyszerre, különféle szövetségek égisze alatt.

## Stílusjegyek

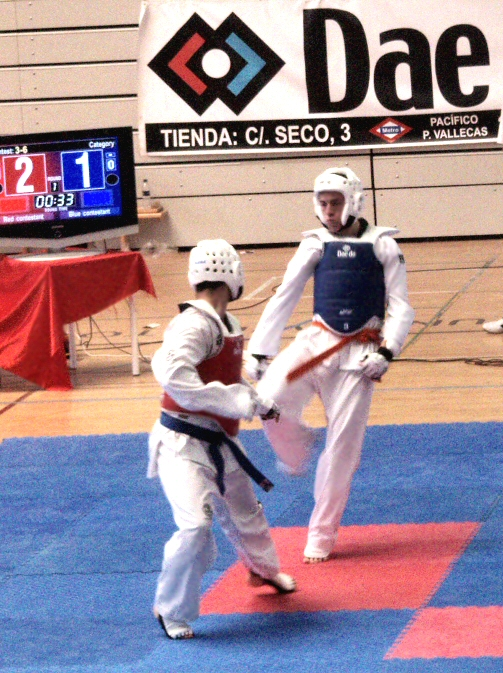
WTF Taekwondo mérkőzés

Ha szakmai szempontból a stílusjegyeket hasonlítjuk össze, az ITF és WTF irányzat közötti különbség szembeötlő. 
A két irányzat teljesen különbözik egymástól és mind edzésmódszereiben, szakkifejezéseiben, egyenruhájában, illetve általános külső megjelenésében és technikai értelmezésében, de különösen verseny-szabályrendszerében részben tér el.

### A tradicionális taekwondo rendszere
1. Bázis v. alapgyakorlatok* kibon jonszup (gibon yonsup)
2. Formagyakorlat* Tull
3. Formai küzdelem* Jakszok matszogi (Yaksok matsuki)
4. Szabad küzdelem* Csaju matszogi (Chayoo matsuki)
5. Önvédelem* Hosinszul (Hosinsul)
6. Töréstechnika* Kjokpha (Kyokpa)